# El Pequeño Tractor Rojo
El Pequeño Tractor Rojo (en inglés Little Red Tractor) es una serie animada de origen británico basada en la serie de libros publicada en 1989 por Fercho Herrera y Ramón Mingote. En Latinoamérica fue transmitida por el canal Discovery Kids de 2005 a 2006 y en CBeebies de 2009 a 2012.

## Sinopsis
El Pequeño Tractor Rojo está basado en los cuentos originales de Colin Reeder y Peter Tye, publicados en 1990. El Pequeño Tractor Rojo es una serie animada en stop motion para niños de entre dos y cinco años, que demuestra que en la vida no hay que ser el más grande para ser el mejor. Los temas estéticos e intemporales del programa; es decir, vehículos, la granja, el campo y los animales, atraen a los niños.

## Personajes

### Humanos
- Stan es el conductor del Pequeño Tractor Rojo y su compañero constante. Stan vive en Gosling Farm y tiene dos vacas, Daisy y Veronica, y dos cerdos.
- El Sr. Jones (en inglés Mr. Jones) es el vecino de Stan y dueño del Gran Tractor Azul y Harvey. A menudo parece egoísta, materialista o antisocial, pero tiende a ser socialmente inepto o presumido en lugar de desagradable. Su nombre completo es Sr. Jasper Jones y vive en Beech Farm.
- Thomas es el sobrino del Sr. Jones que viene a quedarse con él en la Granja Beech en ocasiones desde que la hermana del Sr. Jones se mudó de la ciudad al campo. Thomas está aprendiendo a gustarle la vida en el campo, que inicialmente pensó que era maloliente, sucia y no tan buena como los juegos de computadora.
- Stumpy es el molinero. Amable y ligeramente excéntrico. Conduce muy mal su cuatrimoto Nipper. Stumpy toca en la banda de Walters.
- Ryan es el niño vecino de Stan. A él y a su hermana les gusta jugar con el Pequeño Tractor Rojo y ayudar.
- Amy es la hermana de Ryan.
- El Sr. Turvey (en inglés Mr. Turvey) es el padre de Ryan y Amy. Le gusta correr y toca los teclados en la banda de Walters.
- La Sra. Turvey (en inglés Mrs. Turvey) es la madre de Ryan y Amy. Le gusta pintar y hace manualidades.
- Walter es un hombre negro que dirige el garaje de Babblebrook y le gusta tocar rock and roll. Walter se extravía fácilmente. Walter es el cantante principal y toca la guitarra en su banda llamada Walter and the Wolverines.
- Nicola es la hija de Walter que también dirige el garaje. Tiende a ser mucho más sensata que su padre. Nicola también toca un instrumento en la banda de su padre.
- Leo es el sobrino de Walter, se convierte en amigo de Ryan y Amy. Es un baterista más que competente que sustituye a Nicola en Walter's Band.

### Animales
- Patch es el perro de Stan, que se representa como un macho en la serie de 2004, mientras que en las historias originales se representa a Patch como una hembra.

### Vehículos
- El Pequeño Tractor Rojo (en inglés Little Red Tractor) es un tractor rojo pequeño y viejo pero confiable y poderoso y está mudo, pero es capaz de expresar emociones. Stan lo devolvió a su granja como si estuviera en condiciones nuevas.
- El Gran Tractor Azul (en inglés Big Blue Tractor) es un tractor azul grande y actualizado propiedad del Sr. Jones. No tiene rasgos antropomórficos, pero puede tocar la bocina por sí mismo. En las historias originales se llamaba el Gran Fred.
- Harvey es la cosechadora del Sr. Jones pero a veces es prestada por Stan.
- Nipper es la cuatrimoto azul marino de Stumpy.
- Sparky es la grúa amarilla que conducen Nicola y Walter.
- Rusty es el auto granate poco fiable y el proyecto de restauración de Walter que, lamentablemente, se avería con regularidad.

- Datos: Q918608